# Savièse
Savièse é uma comuna da Suíça, no Cantão Valais, com cerca de 5.654 habitantes. Estende-se por uma área de 71,09 km², de densidade populacional de 80 hab/km². Confina com as seguintes comunas: Arbaz, Ayent, Conthey, Grimisuat, Gsteig bei Gstaad (BE), Lauenen (BE), Ormont-Dessus (VD), Sion. 
A língua oficial nesta comuna é o Francês.